# Кузнецкий район (Новокузнецк)
Кузне́цкий район — один из шести административных районов города Новокузнецка, среди Новокузнечан популярно неофициальное название Кузнецкого района — Старокузнецк. Площадь района составляет 36,1 км², численность населения на 1 января 2021 года — 46932 человек.
Исторический центр Новокузнецка, расположен в центральной части города на правом берегу реки Томь. Граничит с Заводским, Центральным и Орджоникидзевским районами Новокузнецка, а также с Еланским и Сидоровским сельскими округами Новокузнецкого муниципального района.
Основные улицы района — улицы Достоевского, Ленина, Народная, Обнорского, Петракова, Кузнецкое шоссе.

## История

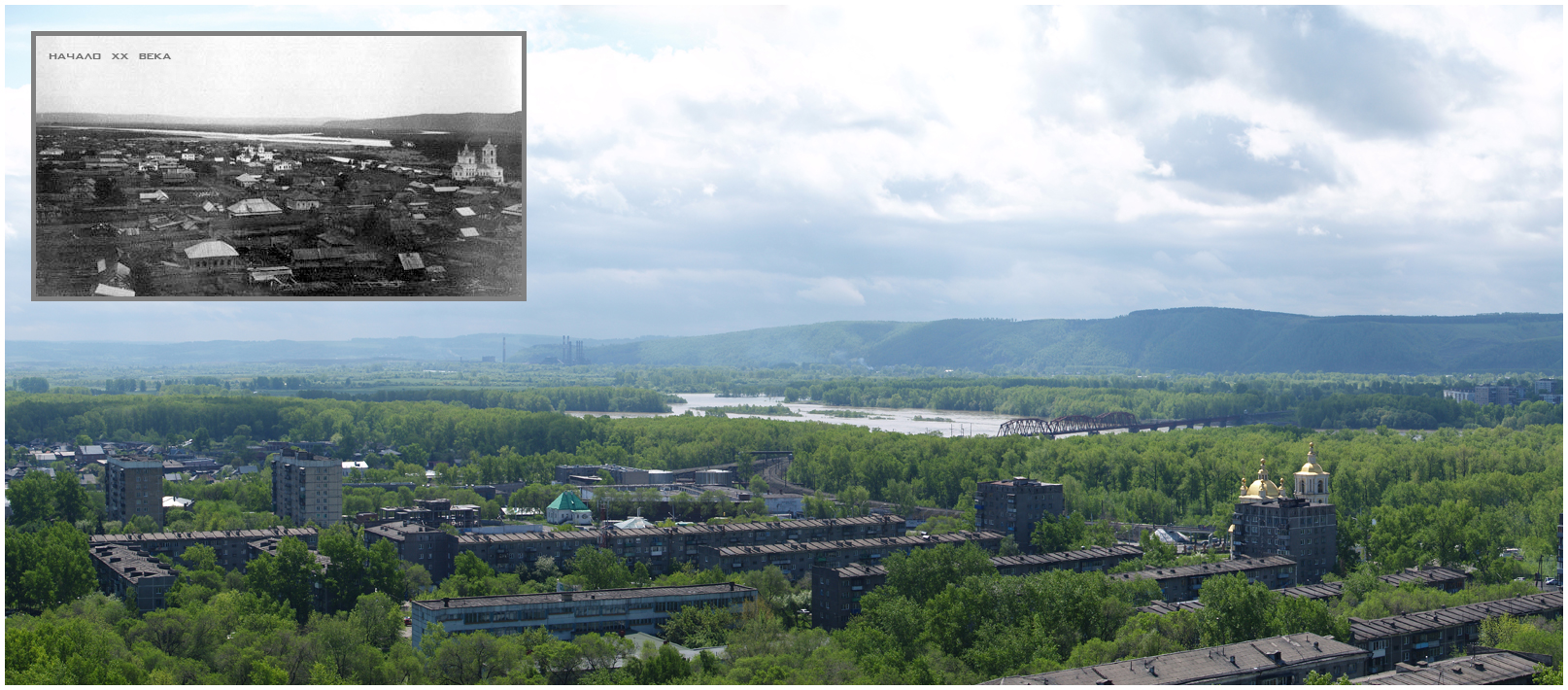
Сравнительный вид Кузнецкого района Новокузнецка на фото 2009 года и фото начала XX века

Район ведёт свою историю вместе с историей Кузнецка. В 1618 году был заложен Кузнецкий острог (на территории современного Кузнецкого района). В 1932 году город Кузнецк слился с рабочим посёлком Сад-город (на левом берегу Томи) в единый город Новокузнецк. 19 мая 1941 года Указом Президиума Верховного Совета РСФСР) образован Старокузнецкий район Новокузнецка, позже переименованный в Кузнецкий.
В разное время в состав Кузнецкого района входили территории нынешних Орджоникидзевского (до 1962) и Заводского районов (до 1963).

## Территориальное зонирование района
Кузнецкий район состоит из нескольких исторически сложившихся частей:
- Кузнецк,
- Промышленная зона,
- посёлок Форштадт,
- посёлок Малоэтажный,
- посёлок Кульяновка,
- Крепостная гора,
- Топольники.

В районе 99 улиц, 37 переулков, 1 проезд.
По территории района протекает группа небольших рек, притоков Томи, Водопадный ручей.

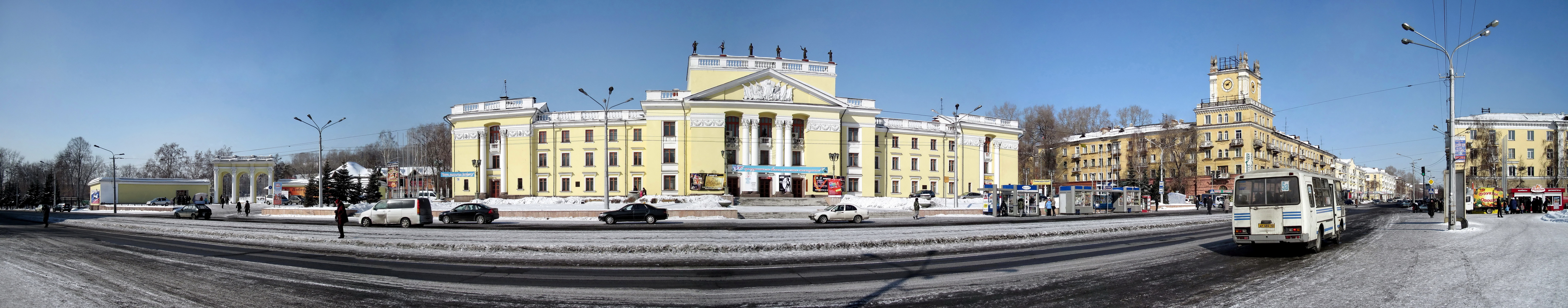
Кузнецкий район ул. Ленина

## Почтовое деление
- 654033 Промзона Сибшахтострой
- 654034 Жилмассив

## Население
| 1970    | 1979    | 1989    | 2002    | 2009    | 2010    | 2012    |
| ------- | ------- | ------- | ------- | ------- | ------- | ------- |
| 63 913  | ↘63 907 | ↘58 708 | ↘49 523 | ↘49 179 | ↗50 390 | ↘50 330 |
| 2013    | 2014    | 2015    | 2016    | 2017    | 2018    | 2019    |
| ↘50 150 | ↘50 000 | ↘49 798 | ↘49 630 | ↘49 577 | ↘49 309 | ↘49 112 |
| 2020    | 2021    |         |         |         |         |         |
| ↘48 849 | ↘46 932 |         |         |         |         |         |

Численность населения района на 1 января 2021 года составляет 46932 человек, что составляет 9,2 % от населения города. В районе проживает население более сорока национальностей, самыми многочисленными из которых являются русские (91,5 %), украинцы (3,5 %). Средний возраст населения равен 38,8 лет.
Распределение населения района по полу представлено следующим образом:
- мужчины — 46,1 %;
- женщины — 53,9 %.

Распределение населения района по возрасту представлено следующим образом:
- до 29—ти лет — 37,9 %;
- от 30—ти до 49—ти лет — 30,4 %;
- от 50—ти до 69—ти лет — 22,0 %;
- от 70—ти до 79—ти лет — 6,8 %;
- от 80—ти лет и старше — 2,9 %.

По данным 2012 года, численность трудоспособного, экономически активного населения района составляет 63 % от числа жителей района. В районе имеется 423 многоквартирных дома, в них 17200 квартир, а также 2076 частных домов.

## Экономика
На территории района расположены следующие предприятия:
- ОАО «Кузнецкие ферросплавы»;
- ОАО «Завод Универсал»;
- ОАО «Новокузнецкий алюминиевый завод»;
- ОАО «Органика»;
- ОАО «НЗРМК имени Н. Е. Крюкова»;
- ОАО Сибшахтострой;
- транспортные: ООО «Азия Авто»;
- Новокузнецкий завод пластмасс;
- пищевые: Новокузнецкий ликёро-водочный завод, Кузбасский пищекомбинат, ООО «Молочный мир».

- прочие: Промэнергогрупп, ООО «Сибэлектро», ЦИНОМ, «Новокузнецкстанкосервис», «Ресурс Сибири», ООО «МИЦ СПФ», Сибирский завод горячего цинкования, Завод «ИЗОЛИТ», ООО «Горный инструмент», завод аграрного и специального машиностроения.

## Культура и искусство

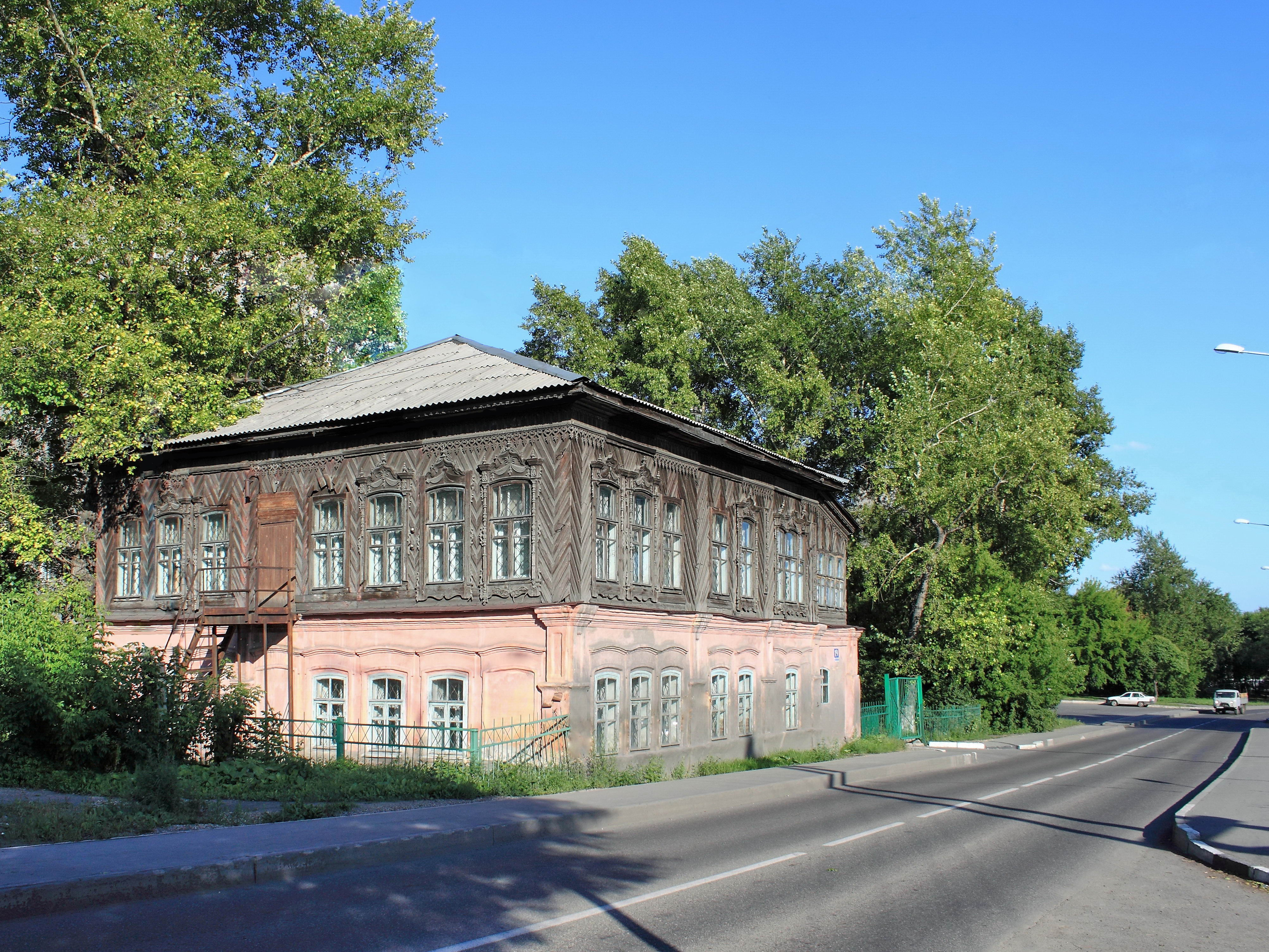
Дом купца Фонарева

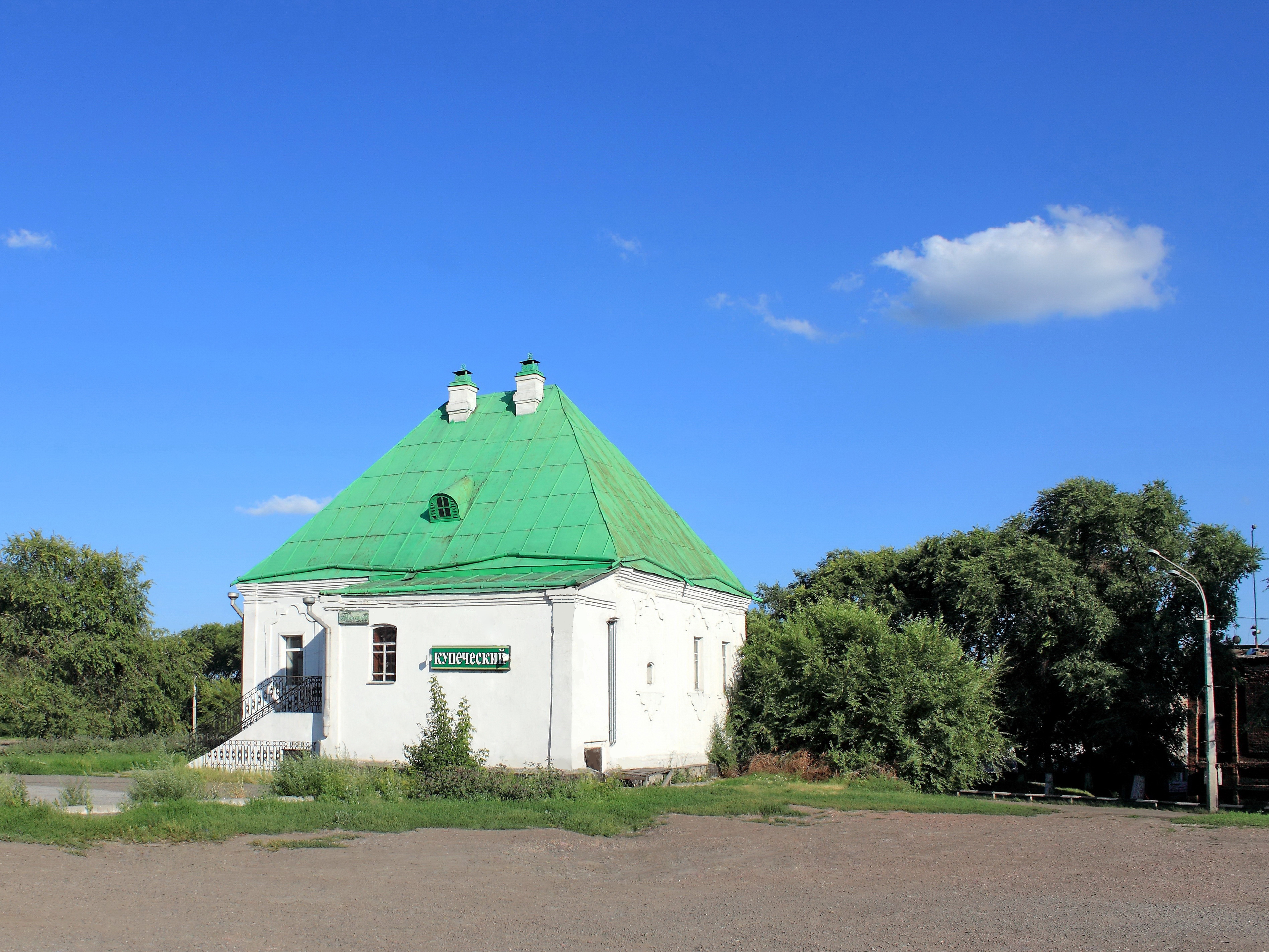
Здание окружного казначейства

### Учреждения культуры
- Дворец культуры Алюминщиков;
- Библиотека «Кузнецкая»;
- Детская библиотека «Истоки».

### Музеи и достопримечательности
На территории района действуют следующие музеи:
- Историко-архитектурный музей в Кузнецкой крепости;
- Литературно-мемориальный музей Ф. М. Достоевского (Новокузнецк).

Памятники истории, архитектуры и природы, расположенные на территории Кузнецкого района:
- Спасо-Преображенский собор;
- Кузнецкая крепость на Вознесенской горе;
- Дом купца Фонарёва (Водопадная ул., д. 19/1);
- Советская площадь (бывшая Базарная) со зданием бывшего окружного Казначейства (1790 год);
- Дом купца Васильева XIX века (Народная ул., д. 5а);
- Здание бывшего Уездного училища (Народная ул., д. 7а);
- Дом Достоевского — Литературно-мемориальный музей Ф. М. Достоевского (Новокузнецк) (ул. Достоевского, д. 40);
- Жилой дом конца XIX века по ул. Достоевского, д. 29;
- Деревянные дома по ул. Достоевского, д. 19, д. 21, д. 33, д. 35;
- Каменный склад Новокузнецкого ликёроводочного завода;
- Каменное производственное здание Новокузнецкого ликёроводочного завода;
- Каменное здание проходной Новокузнецкого ликёроводочного завода;
- Каменное здание общежития Новокузнецкого ликёроводочного завода;
- Природный памятник «Топольники»: ландшафтная часть исторической зоны включает в себя рощу тополей в границах от реки Томь до железнодорожной насыпи и по обе стороны транспортной магистрали.

## Инфраструктура

### Транспорт
По территории района проходит трамвайная линия (движение осуществляется по улицам Ленина, Обнорского, Техническому проезду и Кузнецкому шоссе) — трамваи маршрутов № 2, 6, 8, 9.
В районе большое количество автобусных маршрутов, так как район является в основном транзитным, несмотря на четыре конечных остановочных пункта — «30—й квартал» (авт. № 8), «Форштадт» (авт. № 8), «СШМНУ» (авт. № 88), «Советская площадь» (авт. № 70, 70*). Автобусы связывают Орджоникидзевский район города с другими районами (Заводской, Куйбышевский, Центральный, Новоильинский) и проходят по территории Кузнецкого района.

#### Трамвайные маршруты
| Маршрут | Начальная остановка | Конечная остановка              | Примечания                                                | Депо | Выпуск |
| ------- | ------------------- | ------------------------------- | --------------------------------------------------------- | ---- | ------ |
| 2       | к/ст "НКМК"         | к/ст "Байдаевская"              | По пр. Шахтёров; Кузнецкому шоссе; ул. Ленина; пр. Дружбы | 1,3  | 12/10  |
| 6       | к/ст "Транспортная" | к/ст "Собор Рождества Христова" | По пр. Шахтёров; ул. Обнорского; ул. Ленина; пр. Дружбы   | 1,3  | 8/5    |
| 8       | к/ст "Транспортная" | к/ст "Собор Рождества Христова" | По пр. Шахтёров; ул. Обнорского; ул. Ленина; пр. Дружбы   | 1,3  | 8/5    |
| 9       | к/ст "НКМК"         | к/ст "Байдаевская"              | По пр. Шахтёров; Кузнецкому шоссе; ул. Ленина; пр. Дружбы | 1,3  | 6      |

#### Автобусные маршруты
| Маршрут | Начальная остановка    | Конечная остановка             | Примечания                                                                               | Перевозчик           |
| ------- | ---------------------- | ------------------------------ | ---------------------------------------------------------------------------------------- | -------------------- |
| 3       | Абашево                | Шолохова                       | По ул. Разведчиков; ул. Мурманской; ул. Некрасова; ул. Зорге                             | ООО «Питеравто»      |
| 5       | Абашево                | Вокзал                         | По ул. Разведчиков; пр. Шахтёров; ул. Обнорского; пр. Бардина                            | ООО «Питеравто»      |
| 6       | Баки                   | Советская Площадь              | летний                                                                                   | ООО «Питеравто»      |
| 8       | 30-й квартал           | Форштадт                       | По ул. Ленина; Техническому пр-д; ул. Обнорского                                         | ООО «Питеравто»      |
| 23      | Веры Соломиной         | Шолохова                       | По пр. Шахтёров; ул. Ленина; ул. Кирова; ул. Рудокопровой                                | ООО «Питеравто»      |
| 27к     | Челюскина              | Шолохова                       | По ул. Рудокопровой; пр. Курако; ул. Циолковского; пр. Дружбы; ул. Обнорского            | ООО «ГК Профи»       |
| 56      | Абагур-Лесной          | Вокзал                         | По пр. Шахтёров; ул. Обнорского; пр. Дружбы; ул. Транспортной                            | ООО «Питеравто»      |
| 60      | Вокзал                 | Шолохова                       | По пр. Шахтёров; Байдаевскому шоссе; Ферросплавному пр-д; ул. Обнорского; пр. Дружбы     | ООО «Питеравто»      |
| 70      | Веры Соломиной         | Советская Площадь              | По пр. Курако; пр. Бардина; пр. Октябрьскому; пр. Дружбы                                 | ООО «Питеравто»      |
| 70*     | Веры Соломиной         | Советская Площадь              | По пр. Курако; ул. Транспортной; ул. Кутузова; пр. Дружбы                                | ООО «Питеравто»      |
| 87      | Абашево                | ТЦ «Лента» (Новоильинский р-н) | По пр. Авиаторов; Ильинскому шоссе; пр. Строителей; ул. Обнорского; Байдаевскому шоссе   | ООО «Питеравто»      |
| 88      | ЦВТИ                   | СШМНУ                          | По пр. Металлургов; ул. Орджоникидзе ; пр. Курако; пр. Бардина; ул. Ленина               | ООО «Питеравто»      |
| 104     | Новокузнецк Автовокзал | Осинники                       | ч/з ул. Обнорского; Байдаевское шоссе; пос. Высокий                                      | Прокопьевское ГПАТП  |
| 152     | Новокузнецк Автовокзал | ГРЭС                           | ч/з ул. Обнорского; Байдаевское шоссе                                                    | Междуреченское ГПАТП |
| 164     | Новокузнецк Автовокзал | пос. Высокий                   | ч/з ул. Обнорского; Байдаевское шоссе                                                    | АО «ПАТП»            |
| 168     | Новокузнецк Автовокзал | Елань                          | ч/з ул. Обнорского; Байдаевское шоссе                                                    | АО «ПАТП»            |
| 169     | Новокузнецк Автовокзал | Ивановка (Тальжино)            | ч/з ул. Обнорского; Байдаевское шоссе                                                    | АО «ПАТП»            |
| 345     | Абашево                | Трест КМС                      | По ул. Герцена; пр. Шахтёров; ул. Ленина; пр. Бардина; пр. Металлургов; Заводскому шоссе | АО «ПАТП»            |
| 350     | Новокузнецк Автовокзал | Мыски                          | ч/з ул. Обнорского; Байдаевское шоссе                                                    | «Автобус 142»        |

На территории района расположена остановочная платформа железной дороги «Топольники» (Советская площадь), грузовая станция Обнорская.

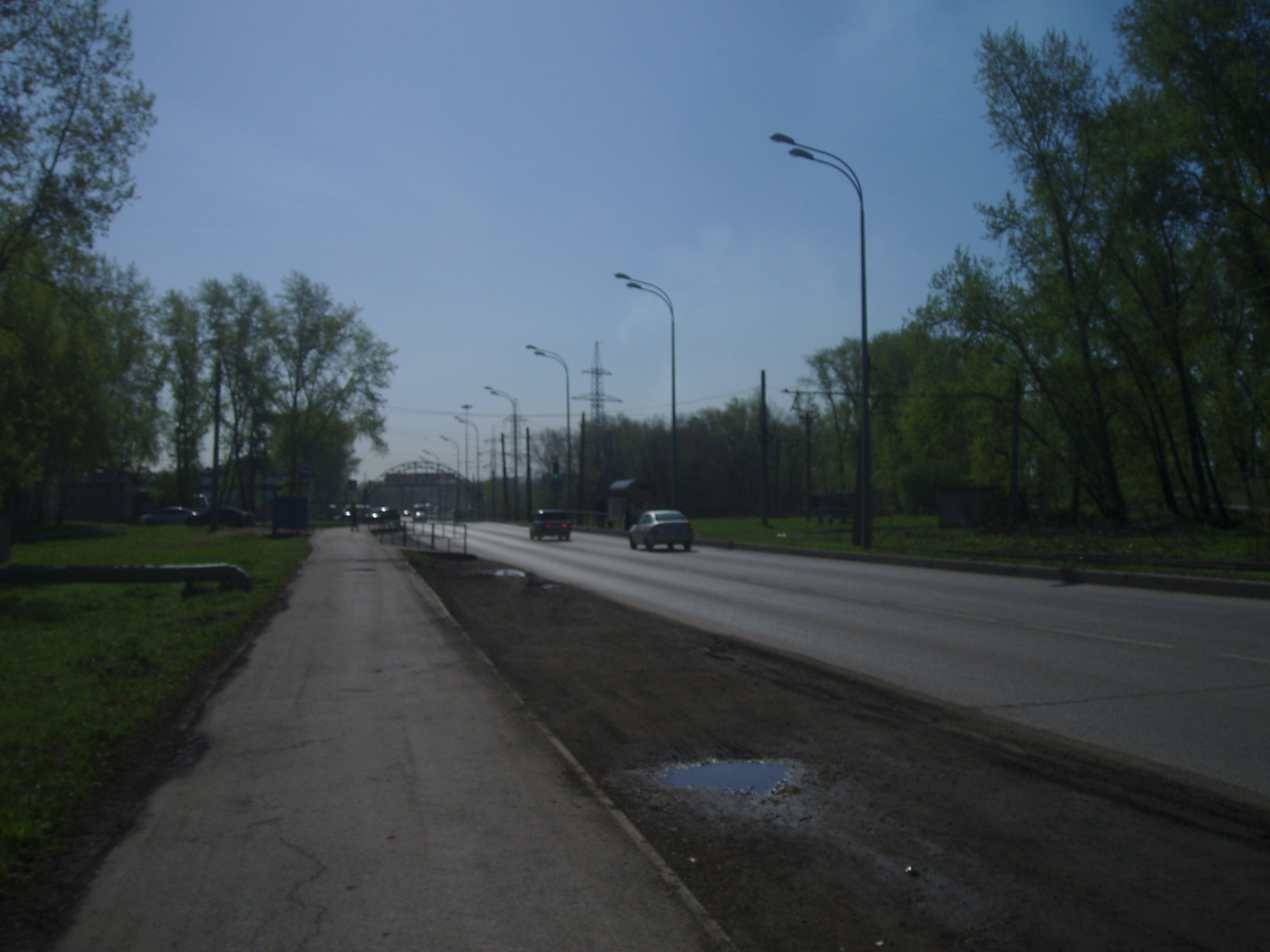
Кузнецкое шоссе в Новокузнецке

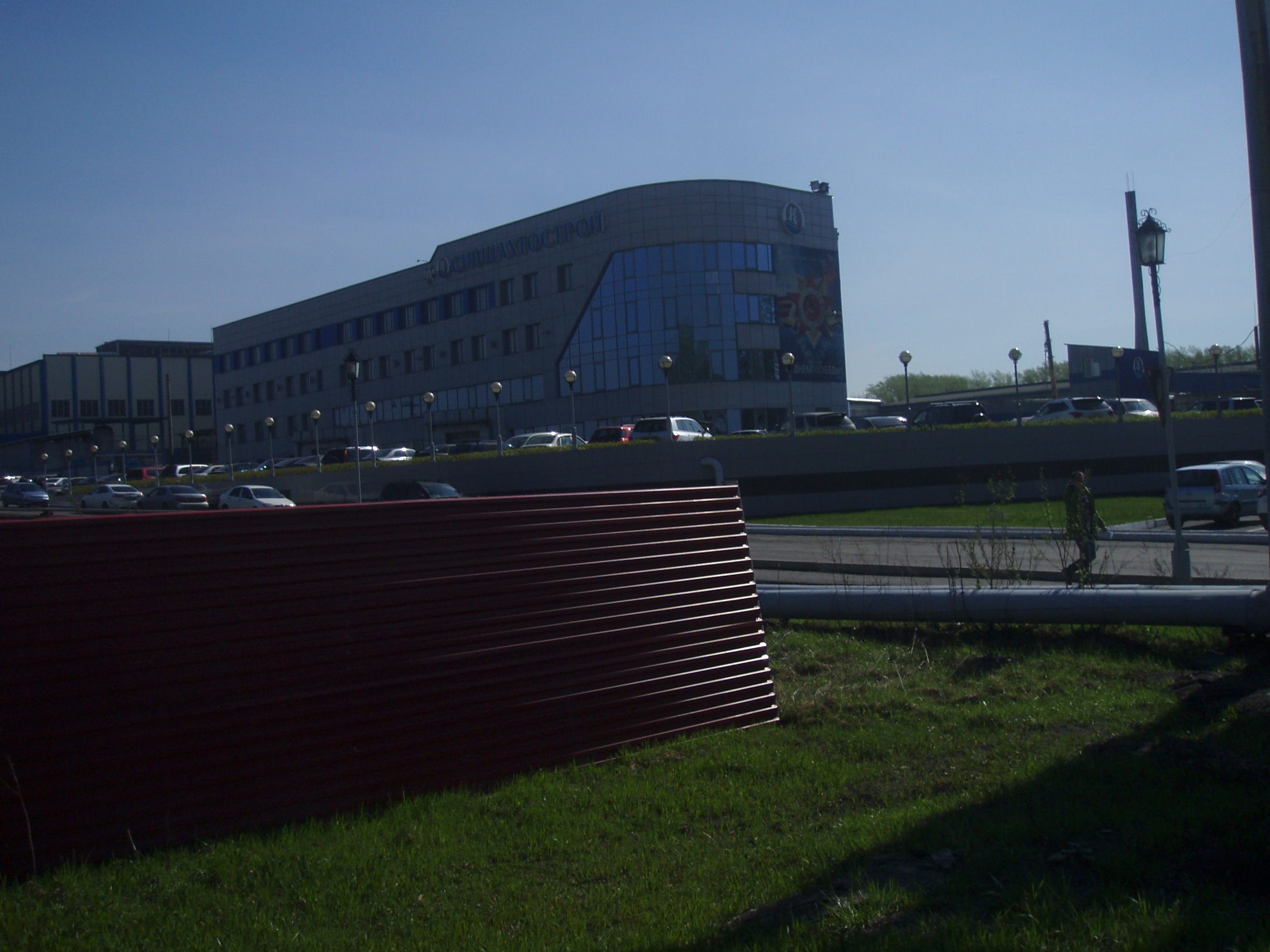
Завод в Кузнецком районе

### Здравоохранение
- МЛПУ «Городская клиническая больница № 22»;
- МЛПУ «Городская детская больница № 6»;
- МЛПУ «Стоматологическая поликлиника № 2»;
- ГУЗ «Новокузнецкая клиническая туберкулёзная больница»;
- Станция скорой помощи;
- Крюковская больница/ МСЧ НЗРМК.

### Образование
В районе расположено 9 среднеобразовательных, 2 специализированные и 2 музыкальные школы, 2 школы-интерната и 3 учреждения начального профессионального образования.

### Парки и отдых
- Парк «Топольники» — природный памятник. Ландшафтная часть исторической зоны включает в себя рощу чёрных тополей в границах от реки Томь до железнодорожной насыпи и по обе стороны транспортной магистрали;
- Сквер Борцов Революции;
- Парк культуры и отдыха НКАЗ.

### Спортивные сооружения и секции
На территории района расположены следующие спортивные учреждения:
- Стадион «РЕГБИ»;
- Спортивный клуб «ХАРД»;
- фитнес-центр «Спортлайф»;
- Стадион «Алюминщик»;
- Городошная площадка;
- Детско-юношеский клуб физической подготовки № 5.

## Люди, связанные с Кузнецким районом
- Леонид Бугарев — директор Новокузнецкого алюминиевого завода (1942—1951);
- Фёдор Достоевский — русский писатель, в 1857 году венчался в Кузнецке с Марией Исаевой;
- Александр Конев (02.07.1916-02.07.1992) — житель Кузнецкого района, работал на Новокузнецком Алюминиевом заводе, Герой Советского Союза (15.01.1944 г.). В 1993 году, после его смерти, именем Конева названа улица в Кузнецком районе;
- Николай Метёлкин — коренной кузнечанин, революционер, военный комиссар Кузнецка (в 1918 году), умер в 1961 году;
- Виктор Обнорский — революционер, основатель «Северного Союза русских рабочих», жил в Кузнецке с 1909 по 1919 годы;
- Андрей Петраков (1886—1920) — революционер, первый председатель исполкома Кузнецкого уезда (настоящая фамилия Петухов);
- Павел Путилов (1854—1919) — генерал-лейтенант, участник русско-турецкой и русско-японской войны, с 20.08.1918 г. начальник гарнизона Кузнецка в составе Сибирской Армии, расстрелян в декабре 1919 года на территории Кузнецкой крепости;
- Николай Смирнов (1900—1964) — организатор здравоохранения в Сталинске (Новокузнецке), главный хирург города, кавалер Ордена Трудового Красного Знамени;
- Виктор Шунков (1900—1967) — уроженец Кузнецка, историк, автор монографии «История Сибири с древнейших времен до наших дней», член-корреспондент АН СССР, лауреат Государственной премии СССР (посмертно, в 1973 году), кавалер Ордена Трудового Красного Знамени.